# B-Complex
Матія Леницька (словац. Matia Lenická, народ. 9 травня 1984 року, Шаля), раніше відома як Матуш Леницький (словац. Matúš Lenický), більш відома під сценічним псевдонімом B-Complex — словацька діджей та продюсер у жанрі драм-н-бейс. Свою музичну кар'єру вона розпочала в 1996 році у віці 12 років, захопившись хепі-хардкором, трансом і психоделічним трансом. У 2008 році її талант помітив Тоні Колман із лейбла Hospital Records. Її перший значний реліз Beautiful Lies був включений до збірки Sick Music в червні 2009.

## Біографія
Матія Леніцька, раніше відома як Матуш Леніцький, народилася 9 травня 1984 року в Шалі, закінчила Вищу школу виконавського мистецтва в Братиславі. Її батьки - журналісти. Вона виросла в музичному середовищі, слухаючи різноманітні жанри, включаючи фолк, рок, метал, джаз та електронну музику. Перший контакт із драм-н-бейс музикою у неї відбувся на техно-вечірках у Словаччині. Ще в молодості Матія почала виражати себе як бігендер, маючи подвійну гендерну ідентичність.
B-Complex почала займатися музикою вже в 1996 році у віці 12 років використовуючи програму FastTracker2, спочатку виявляючи інтерес до жанрів хеппі-хардкор, габер, транс та психоделічний транс. Пізніше вона переключилася на даунтемпо та хіп-хоп. Після цього періоду, близько 2002, вона перейшла до стилю драм-н-бейс з метою створення свого унікального стилю.
Її першим значним випущеним синглом вважається композиція Beautiful Lies, яка була включена до збірки Sick Music від лейбла Hospital Records. Ця компіляція потрапила до топ-30 iTunes Download Chart у Великій Британії. У вересні 2009 року B-Complex уперше виступив у Великій Британії на вечірці Hospitality Night у Лондоні. З того часу вона також виступав як діджей у Новій Зеландії та Австралії.
Під час виступів як діджей B-Complex вона представляється Матушем, коли виступає у чоловічому образі, та Матією, коли у жіночому. З червня 2015 року B-Complex відкрито висловлює свою бігендерність, використовуючи жіночу форму імені – Матія Леницька. Вона оголосила про це на своїй сторінці у Facebook, прагнучи підвищити поінформованість про трансгендерних людей. Вона зазначає, що її успіх у музиці мотивував її бути відкритою щодо своєї особистості, і вона бачить це як спосіб змусити суспільство задуматися про існування та життя людей, подібних до неї. Матія активно підтримує права ЛГБТ-спільноти, включаючи участь у Dúhový PRIDE Bratislava, розпочавши підтримку ЛГБТ-руху ще до свого камінг-ауту. Хоча вона частіше виступає у жіночій формі, Матія не є транссексуалом і не планує хірургічної зміни статі.
У березні 2018 року B-Complex надихнув Міхала Кащака організувати концерт на згадку про вбитого журналіста Яну Куцяка та його наречену Мартіну Кушнірову. Концерт відбувся 4 березня 2018 року, і B-Complex також виступила на ньому. Як Матія, вона організує тематичні вечірки для ЛГБТ+ спільноти, відомі як Slepičárne. У 2018 році Матія критикувала ініціативу «За гідну Словаччину» (словац. Za slušné Slovensko) за відсутність публічної підтримки Dúhový PRIDE.

## Досягнення
«Beautiful Lies» вважається найвідомішою композицією продюсерки. У 2016 році артистка отримала нагороду Radio Head Awards за сингл року з композицією Past Lessons For The Future ft. Jan Werich.

## Музичний стиль та натхнення
B-Complex описує свій стиль як мелодійну танцювальну музику з впливом із різних куточків світу. Вона намагається робити музику складною та різноманітною. Натхнення для її музики часто виходить із життя, особливо з сильних емоційних переживань та вражень. Вона згадує, що найкращим джерелом натхнення для її творчості є життя, особливо взаємини з дівчатами. Емоції, що виникають у цих відносинах, часто стають основою її музики.
B-Complex співпрацювала з місцевими MC та музикантами, включаючи запис з віолончеллю та вокалом у її треках «Redemption» та «Fragmenty». Музична сцена Братислави, за словами B-Complex, впливає на її творчість, надаючи широкий спектр стилів драм-н-бейс. Її надихнули роботи таких артистів, як John B, Concord Dawn, Teebee, The Prodigy, The Chemical Brothers та Fatboy Slim; такі жанри як світова музика, панк-рок, класична та хорова музика. Вона зізнається, що не знає музичної нотації, але з часом освоїла деякі теоретичні аспекти музики. B-Complex приділяє увагу живим елементам у музиці, використовуючи живий вокал та гітару. Працює у Renoise, сучасній версії FastTracker.

## Особисте життя
B-Complex згадує, що створення музики є для неї найкращим способом розслаблення. Вона також цікавиться спортом, грала у гандбол та відвідувала баскетбольну школу. У вільний час грає в комп'ютерні ігри та дивиться телешоу. Згадує свою любов до читання книг та перегляду документальних фільмів.
Матія ділиться своїми думками про комінг-аут та його наслідки, включаючи зміну ставлення суспільства до неї після того, як вона стала відомою. Вона також згадує про наївність в очікуванні, що її комінг-аут призведе до хвилі одкровень з боку інших відомих особистостей. Але й висловлює задоволення своїм комінг-аутом, наголошуючи, що це принесло їй більше щастя та свободи, а також дозволило їй зустріти свою нинішню партнерку.

## Дискографія
Сингли та EP
| Заголовок                              | Видавництво             | Рік  |
| -------------------------------------- | ----------------------- | ---- |
| Shteel EP                              | Future Sickness Records | 2006 |
| Aztec / Girl With Flower               | Dysfunktional Audio     | 2009 |
| Three Dots / Revox (feat. Platinum)    | Hospital Records        | 2009 |
| Beautiful Lies VIP / Little Oranges    | Hospital Records        | 2010 |
| Salad Is OK                            | Santorin                | 2010 |
| Rolling With The Punches / Reflections | Spear Head Records      | 2010 |
| Early Bird                             | Santorin                | 2015 |
| Not Worth It                           | Santorin                | 2021 |
| Past Lessons For The Future            | -                       | 2021 |

## Рекомендації
1. 1 2 3 4  B Complex Interview. hospitalitydnb.com (англ.). 8 квітня 2011. Процитовано 3 січня 2024.
2. 1 2 3 4 5  An Interview with B Complex (Hospital Records, SK). Twisted Audio (англ.). Архів оригіналу за 28 жовтня 2014. [Архівовано 2014-10-28 у Wayback Machine.]
3. ↑  Hospital Records - Releases. Hospital Records (англ.). 29 червня 2009. Архів оригіналу за 13 травня 2012. [Архівовано 2012-05-13 у Wayback Machine.]
4. 1 2 3 4  Vladimíra Gahérová (15 жовтня 2018). Matia alias B-Complex: Život a hudbu vnímam ako synonymum. Pravda.sk (словац.). Процитовано 3 січня 2024.
5. 1 2  B-Complex: Only extraterrestrials will save our politicians. spectator.sme.sk (англ.). 18 квітня 2017. Процитовано 3 січня 2024.
6. 1 2  Introducing: B-Complex. kmag.co.uk (англ.). Архів оригіналу за 27 грудня 2013. [Архівовано 2013-12-27 у Wayback Machine.]
7. 1 2 3 4  Kivex. London Elektricity & B-Complex Interview. Broken Beats (англ.). Архів оригіналу за 17 січня 2015. Процитовано 3 січня 2024.
8. 1 2  Pecíková, Laura (15 грудня 2015). Prelomil/a B-complex: Keď som muž, tak som Maťo, keď žena, tak Matia. Denník N (словац.). Процитовано 3 січня 2024.
9. ↑  B-Complex (6 червня 2015). "Call me Matia (sometimes)..." Facebook (англ.). Процитовано 3 січня 2024.
10. 1 2  Kopček, Edo (13 грудня 2023). B-Complex: Ľudstvo akoby potrebovalo mať konflikt. Kedysi by som neuvažovala nad tým, prečo púšťam Wericha alebo Za sklom. Moja Muzika (словац.). Процитовано 3 січня 2024.
11. ↑  Dúhový pochod: Dvetisíc ľudí prišlo podporiť svoje práva - Noizz. Noizz.sk (словац.). 31 липня 2016. Архів оригіналу за 31 грудня 2017.
12. ↑  B-Complex podporuje Dúhový PRIDE Bratislava 2012. Dúhový PRIDE Bratislava. YouTube. 26 травня 2012. Процитовано 3 січня 2024.
13. ↑  Rehák, Oliver (4 березня 2018). A to je všetko? Na rukách máte krv. Z Koncertu pre Jána a Martinu zneli silné odkazy (video). Denník N (sk-SK) . Процитовано 3 січня 2024.
14. ↑  Z Matúša je Matia: Nechcela som, aby sa to moji rodičia dozvedeli od iných. Domov.sme.sk (словац.). Процитовано 3 січня 2024.
15. ↑  TASR (12 березня 2017). HNonline.sk - Víťazi cien Radio_Head Awards 2016 sú známi. Sošku si odniesli B-Complex či Billy Barman. hnonline.sk (словац.). Процитовано 3 січня 2024.